# Typhochrestoides baikalensis
Typhochrestoides baikalensis is een spinnensoort in de taxonomische indeling van de hangmatspinnen (Linyphiidae).
Het dier behoort tot het geslacht Typhochrestoides. De wetenschappelijke naam van de soort werd voor het eerst geldig gepubliceerd in 1990 door Kirill Yuryevich Eskov.